# Paraleucilla
Paraleucilla är ett släkte av svampdjur. Paraleucilla ingår i familjen Amphoriscidae.
Kladogram enligt Catalogue of Life:
| Paraleucilla | \| \| Paraleucilla crosslandi \| \| \| \| \| \| Paraleucilla cucumis \| \| \| \| \| \| Paraleucilla magna \| \| \| \| \| \| Paraleucilla perlucida \| \| \| \| \| \| Paraleucilla princeps \| \| \| \| \| \| Paraleucilla proteus \| \| \| \| \| \| Paraleucilla saccharata \| \| \| \| |
|              | \| \| Paraleucilla crosslandi \| \| \| \| \| \| Paraleucilla cucumis \| \| \| \| \| \| Paraleucilla magna \| \| \| \| \| \| Paraleucilla perlucida \| \| \| \| \| \| Paraleucilla princeps \| \| \| \| \| \| Paraleucilla proteus \| \| \| \| \| \| Paraleucilla saccharata \| \| \| \| |
|              | Amphoriscus |
|              | |
|              | Leucilla |
|              | |
|              | Paraleucilla crosslandi |
|              | |
|              | Paraleucilla cucumis |
|              | |
|              | Paraleucilla magna |
|              | |
|              | Paraleucilla perlucida |
|              | |
|              | Paraleucilla princeps |
|              | |
|              | Paraleucilla proteus |
|              | |
|              | Paraleucilla saccharata |
|              | |

|  | Paraleucilla crosslandi |
|  |                         |
|  | Paraleucilla cucumis    |
|  |                         |
|  | Paraleucilla magna      |
|  |                         |
|  | Paraleucilla perlucida  |
|  |                         |
|  | Paraleucilla princeps   |
|  |                         |
|  | Paraleucilla proteus    |
|  |                         |
|  | Paraleucilla saccharata |
|  |                         |